# Металплощадка
Металплоща́дка (рос. Металлплощадка) — селище у складі Кемеровського округу Кемеровської області, Росія.

## Населення
Населення — 5189 осіб (2010; 4146 у 2002).
Національний склад (станом на 2002 рік):
- росіяни — 93 %